# Чемпионат России по лёгкой атлетике 2016
Чемпионат России по лёгкой атлетике 2016 года прошёл 20—23 июня в Чебоксарах на Центральном стадионе «Олимпийский». Из-за дисквалификации Всероссийской федерации лёгкой атлетики отбор в сборную России для участия на Олимпиаде в Рио-де-Жанейро не проводился. На протяжении 4 дней были разыграны 42 комплекта медалей.
На протяжении 2016 года в различных городах были проведены чемпионаты России в отдельных дисциплинах лёгкой атлетики:
- 19—21 февраля — зимний чемпионат России по длинным метаниям (Адлер)
- 27—28 февраля — зимний чемпионат России по спортивной ходьбе (Сочи)
- 2 апреля — чемпионат России по горному бегу (вверх) (Железноводск)
- 29 апреля — чемпионат России по кроссу (весна) (Жуковский)
- 1 мая — чемпионат России по марафону (Волгоград)
- 14 мая — чемпионат России по горному бегу (вверх-вниз) (Токсово)
- 14—15 мая — чемпионат России по суточному бегу (Москва)
- 25—26 июня — чемпионат России по спортивной ходьбе (Чебоксары)
- 7 августа — чемпионат России по бегу на 15 км по шоссе (Омск)
- 8—11 сентября — чемпионат России по эстафетному бегу (Адлер)
- 11 сентября — чемпионат России по полумарафону (Ярославль)
- 1—2 октября — чемпионат России по кроссу (осень) (Оренбург)
- 16 октября — чемпионат России по бегу на 100 км (Брянск)
- 23 октября — чемпионат России по горному бегу (длинная дистанция) (Красная Поляна)

## Медалисты

### Мужчины
| Дисциплина                          | Золото                                                                                       | Золото            | Серебро                                                                                  | Серебро            | Бронза                                                                                  | Бронза             |
| ----------------------------------- | -------------------------------------------------------------------------------------------- | ----------------- | ---------------------------------------------------------------------------------------- | ------------------ | --------------------------------------------------------------------------------------- | ------------------ |
| 100 м (ветер: 0,0 м/с)              | Денис Огарков Липецкая область Брянская область                                              | 10,31             | Дмитрий Сычёв Хакасия                                                                    | 10,37              | Руслан Перестюк Краснодарский край                                                      | 10,37              |
| 200 м (ветер: −0,9 м/с)             | Денис Огарков Липецкая область Брянская область                                              | 21,13             | Александр Ефимов Тульская область                                                        | 21,18              | Кирилл Чернухин Москва Санкт-Петербург                                                  | 21,29              |
| 400 м                               | Павел Ивашко ХМАО−Югра Пермский край                                                         | 45,71             | Артём Денмухаметов Свердловская область Челябинская область                              | 45,95              | Владимир Краснов Иркутская область Московская область                                   | 45,96              |
| 800 м                               | Константин Холмогоров Москва Пермский край                                                   | 1.48,54           | Сергей Дубровский Московская область Белгородская область                                | 1.48,94            | Алексей Бутранов Московская область                                                     | 1.49,21            |
| 1500 м                              | Алексей Харитонов Санкт-Петербург                                                            | 3.40,26           | Никита Высоцкий Московская область Челябинская область                                   | 3.41,92            | Владимир Попов Чувашия Оренбургская область                                             | 3.42,74            |
| 5000 м                              | Владимир Никитин Москва Пермский край                                                        | 13.31,81          | Вячеслав Шаламов Краснодарский край                                                      | 13.38,09           | Ринас Ахмадеев Татарстан                                                                | 13.42,60           |
| 10 000 м                            | Анатолий Рыбаков Кемеровская область                                                         | 28.23,04          | Евгений Рыбаков Кемеровская область                                                      | 28.27,75           | Вячеслав Шаламов Краснодарский край                                                     | 28.30,89           |
| 110 м с барьерами (ветер: −0,2 м/с) | Сергей Шубенков Краснодарский край Алтайский край                                            | 13,20             | Константин Шабанов Москва Псковская область                                              | 13,79              | Филипп Шабанов Москва Псковская область                                                 | 13,88              |
| 400 м с барьерами                   | Тимофей Чалый Красноярский край Московская область                                           | 48,96             | Иван Шаблюев Москва Санкт-Петербург                                                      | 49,48              | Александр Скоробогатько Москва Краснодарский край                                       | 49,66              |
| 3000 м с препятствиями              | Виктор Бахарев Новосибирская область                                                         | 8.25,34           | Ильгизар Сафиуллин Москва Приморский край                                                | 8.25,81            | Максим Якушев [a] Свердловская область                                                  | 8.26,21 [a]        |
| Прыжок в высоту                     | Иван Ухов Москва Мордовия                                                                    | 2,30 м            | Данил Лысенко Московская область Башкортостан                                            | 2,28 м             | Даниил Цыплаков Краснодарский край Хабаровский край                                     | 2,26 м             |
| Прыжок с шестом                     | Георгий Горохов Москва Брянская область                                                      | 5,65 м            | Евгений Лукьяненко Краснодарский край                                                    | 5,55 м             | Леонид Кивалов Свердловская область ЯНАО                                                | 5,45 м             |
| Прыжок в длину                      | Василий Копейкин Москва Нижегородская область                                                | 8,06 м (0,0 м/с)  | Фёдор Кисельков Приморский край                                                          | 7,97 м (+0,1 м/с)  | Александр Меньков Красноярский край Мордовия                                            | 7,91 м (0,0 м/с)   |
| Тройной прыжок                      | Люкман Адамс Москва Санкт-Петербург                                                          | 16,89 м (0,0 м/с) | Алексей Фёдоров Московская область Смоленская область                                    | 16,82 м (+0,8 м/с) | Сергей Лаптев Пермский край                                                             | 16,47 м (−0,4 м/с) |
| Толкание ядра                       | Максим Афонин Москва Саха−Якутия                                                             | 20,96 м           | Александр Лесной Краснодарский край                                                      | 20,70 м            | Константин Лядусов Москва Ростовская область                                            | 20,62 м            |
| Метание диска                       | Виктор Бутенко Москва Ставропольский край                                                    | 62,97 м           | Александр Кириа Краснодарский край                                                       | 61,02 м            | Николай Седюк Москва Нижегородская область                                              | 61,00 м            |
| Метание молота                      | Сергей Литвинов Мордовия                                                                     | 77,67 м           | Денис Лукьянов Московская область Ростовская область                                     | 75,92 м            | Алексей Сокирский Краснодарский край                                                    | 75,73 м            |
| Метание копья                       | Дмитрий Тарабин Краснодарский край Московская область                                        | 80,37 м           | Валерий Иордан Московская область                                                        | 77,17 м            | Владислав Панасенков Смоленская область Московская область                              | 73,88 м            |
| Десятиборье                         | Илья Шкуренёв Краснодарский край Волгоградская область                                       | 8292 очка         | Артём Лукьяненко Москва Ростовская область                                               | 8055 очков         | Евгений Саранцев Краснодарский край Волгоградская область                               | 8017 очков         |
| Эстафета 4×100 м                    | Санкт-Петербург · Дмитрий Шкуропатов · Константин Петряшов · Кирилл Чернухин · Артур Рейсбих | 40,01             | Ульяновская область · Игорь Образцов · Артём Федотов · Андрей Галацков · Ильфат Садеев   | 40,14              | Краснодарский край · Артём Примак · Александр Тарадин · Дмитрий Лопин · Руслан Перестюк | 40,48              |
| Эстафета 4×400 м                    | Тюменская область · Павел Савин · Артём Гугучкин · Максим Файзулин · Павел Тренихин          | 3.06,52           | Санкт-Петербург · Максим Рафилович · Юрий Трамбовецкий · Сергей Петухов · Андрей Руденко | 3.06,80            | Иркутская область · Илья Краснов · Василий Садилов · Вадим Резвых · Владимир Краснов    | 3.08,14            |

a  27 сентября 2016 года Международная ассоциация легкоатлетических федераций опубликовала список спортсменов, дисквалифицированных в связи с допинговыми нарушениями. Среди них оказался российский бегун Ильдар Миншин, отстранённый от соревнований на 2 года на основании отклонений показателей крови в биологическом паспорте. Его результаты с 15 августа 2009 года были аннулированы, в том числе 3-е место на чемпионате России 2016 года в беге на 3000 метров с препятствиями с результатом 8.25,84.

### Женщины
| Дисциплина                          | Золото                                                                                   | Золото             | Серебро                                                                                             | Серебро            | Бронза                                                                                        | Бронза             |
| ----------------------------------- | ---------------------------------------------------------------------------------------- | ------------------ | --------------------------------------------------------------------------------------------------- | ------------------ | --------------------------------------------------------------------------------------------- | ------------------ |
| 100 м (ветер: +1,0 м/с)             | Кристина Сивкова Москва                                                                  | 11,22              | Анастасия Григорьева Санкт-Петербург                                                                | 11,32              | Анна Кукушкина Московская область ЯНАО                                                        | 11,48              |
| 200 м (ветер: −0,6 м/с)             | Анастасия Кочержова Иркутская область                                                    | 23,76              | Анна Кукушкина Московская область ЯНАО                                                              | 23,82              | Екатерина Вуколова Москва Ульяновская область                                                 | 23,94              |
| 400 м                               | Антонина Кривошапка Москва Волгоградская область                                         | 50,70              | Алёна Мамина Московская область Свердловская область                                                | 51,52              | Ксения Аксёнова Свердловская область ЯНАО                                                     | 51,74              |
| 800 м                               | Александра Гуляева Москва Ивановская область                                             | 2.01,22            | Светлана Улога Татарстан                                                                            | 2.01,72            | Елена Аржакова Москва Саха−Якутия                                                             | 2.01,79            |
| 1500 м                              | Анастасия Калина Санкт-Петербург                                                         | 4.07,76            | Елена Коробкина Москва Липецкая область                                                             | 4.08,08            | Анна Щагина Москва                                                                            | 4.08,13            |
| 5000 м                              | Елена Коробкина Москва Липецкая область                                                  | 15.44,64           | Гульшат Фазлитдинова Московская область Башкортостан                                                | 15.50,93           | Екатерина Ишова Московская область Чувашия                                                    | 15.55,03           |
| 10 000 м                            | Алла Кулятина Новосибирская область                                                      | 32.12,70           | Елена Седова Новосибирская область                                                                  | 32.13,44           | Елена Наговицына Чувашия Удмуртия                                                             | 32.14,43           |
| 100 м с барьерами (ветер: −0,1 м/с) | Екатерина Галицкая Санкт-Петербург Ростовская область                                    | 13,18              | Мария Аглицкая Москва Санкт-Петербург                                                               | 13,34              | Ирина Решёткина Москва Санкт-Петербург                                                        | 13,43              |
| 400 м с барьерами                   | Вера Рудакова Москва Пермский край                                                       | 55,29              | Ирина Такунцева Свердловская область Курганская область                                             | 57,05              | Валерия Храмова Самарская область                                                             | 57,19              |
| 3000 м с препятствиями              | Екатерина Ивонина Московская область Пермский край                                       | 9.24,66            | Екатерина Соколенко Томская область Новосибирская область                                           | 9.29,02            | Наталья Власова Москва Приморский край                                                        | 9.31,95            |
| Прыжок в высоту                     | Анна Чичерова Москва Ростовская область                                                  | 1,98 м             | Мария Кучина Московская область Кабардино-Балкария                                                  | 1,96 м             | Ирина Гордеева Санкт-Петербург                                                                | 1,91 м             |
| Прыжок с шестом                     | Елена Исинбаева Волгоградская область Дагестан                                           | 4,90 м             | Анжелика Сидорова Москва Чувашия                                                                    | 4,85 м             | Ольга Муллина Москва Белгородская область                                                     | 4,65 м             |
| Прыжок в длину                      | Дарья Клишина Москва Тверская область                                                    | 6,84 м (+1,1 м/с)  | Анна Мисоченко Краснодарский край                                                                   | 6,69 м (+1,5 м/с)  | Юлия Пидлужная Свердловская область                                                           | 6,63 м (+1,1 м/с)  |
| Тройной прыжок                      | Виктория Прокопенко Москва Санкт-Петербург                                               | 14,28 м (+0,6 м/с) | Екатерина Конева Краснодарский край Хабаровский край                                                | 14,08 м (+2,7 м/с) | Светлана Бирюкова Москва Санкт-Петербург                                                      | 14,08 м (+0,9 м/с) |
| Толкание ядра                       | Евгения Соловьёва Московская область Челябинская область                                 | 18,03 м            | Ирина Тарасова Москва Ростовская область                                                            | 17,99 м            | Анастасия Подольская Москва                                                                   | 17,70 м            |
| Метание диска                       | Екатерина Строкова Москва Нижегородская область                                          | 61,83 м            | Елена Панова Москва Владимирская область                                                            | 60,01 м            | Юлия Мальцева Москва ХМАО−Югра                                                                | 58,40 м            |
| Метание молота                      | Оксана Кондратьева Москва Московская область                                             | 68,81 м            | Гульфия Агафонова Мордовия Челябинская область                                                      | 67,98 м            | Наталья Полякова Москва Брянская область                                                      | 66,86 м            |
| Метание копья                       | Вера Ребрик Чувашия Краснодарский край                                                   | 63,92 м            | Евгения Ананченко Москва Ставропольский край                                                        | 57,67 м            | Мария Сафонова Воронежская область                                                            | 57,45 м            |
| Семиборье                           | Мария Громышева Краснодарский край                                                       | 5970 очков         | Мария Павлова Татарстан                                                                             | 5604 очка          | Алина Коротченко Краснодарский край                                                           | 5602 очка          |
| Эстафета 4×100 м                    | Москва · Кристина Пасичная · Екатерина Кузина · Екатерина Смирнова · Екатерина Вуколова  | 44,34              | Москва · Евгения Полякова · Екатерина Реньжина · Елизавета Демирова · Марина Пантелеева             | 44,46              | Пензенская область · Кристина Хорошева · Наталья Куликова · Елена Аксёнова · Татьяна Миронова | 45,08              |
| Эстафета 4×400 м                    | Московская область · Наталья Данилова · Анастасия Беднова · Ксения Рыжова · Алёна Мамина | 3.32,29            | Иркутская область · Анастасия Кочержова · Екатерина Юхимчук · Анастасия Пинаева · Марина Коновалова | 3.34,06            | Москва · Ирина Давыдова · Айвика Маланова · Елизавета Аникиенко · Юлия Кузнецова              | 3.34,23            |

## Зимний чемпионат России по длинным метаниям
Зимний чемпионат России по длинным метаниям 2016 прошёл 19—21 февраля в Адлере на легкоатлетическом стадионе спортивного комплекса «Юность». С личным рекордом и лучшим результатом сезона в мире 67,30 м метание копья у женщин выиграла Вера Ребрик. Дальше неё в истории России отправляла снаряд только рекордсменка страны Мария Абакумова, которая на этом старте стала второй, проиграв победительнице почти 8 метров.

### Мужчины
| Дисциплина     | Золото                                                | Золото  | Серебро                                            | Серебро     | Бронза                                     | Бронза      |
| -------------- | ----------------------------------------------------- | ------- | -------------------------------------------------- | ----------- | ------------------------------------------ | ----------- |
| Метание диска  | Николай Седюк Москва Нижегородская область            | 64,46 м | Магомедсалам Магомедов Краснодарский край Дагестан | 59,74 м     | Глеб Сидорченко Москва Ставропольский край | 58,83 м     |
| Метание молота | Алексей Сокирский Краснодарский край                  | 77,30 м | Валерий Пронкин [b] Москва Нижегородская область   | 75,39 м [b] | Алексей Королёв [b] Москва Санкт-Петербург | 73,83 м [b] |
| Метание копья  | Дмитрий Тарабин Краснодарский край Московская область | 78,21 м | Егор Николаев Санкт-Петербург Москва               | 77,76 м     | Валерий Иордан Московская область          | 76,22 м     |

b  26 сентября 2017 года Всероссийская федерация лёгкой атлетики сообщила о дисквалификации на 8 лет российского метателя молота Кирилла Иконникова. Перепроверка его допинг-пробы, взятой на Олимпийских играх 2012 года, дала положительный результат на туринабол. Все результаты спортсмена, показанные с 5 августа 2012 года по 8 октября 2016 года, были аннулированы, в том числе второе место на зимнем чемпионате России 2016 года с результатом 76,26 м.

### Женщины
| Дисциплина     | Золото                                                 | Золото  | Серебро                                               | Серебро | Бронза                                          | Бронза  |
| -------------- | ------------------------------------------------------ | ------- | ----------------------------------------------------- | ------- | ----------------------------------------------- | ------- |
| Метание диска  | Вера Ганеева Москва Оренбургская область               | 61,52 м | Елена Панова Москва Владимирская область              | 61,03 м | Екатерина Строкова Москва Нижегородская область | 60,71 м |
| Метание молота | Елизавета Царёва Московская область Ростовская область | 69,73 м | Алёна Лысенко Москва Владимирская область             | 68,26 м | Гульфия Агафонова Мордовия Челябинская область  | 68,08 м |
| Метание копья  | Вера Ребрик Чувашия                                    | 67,30 м | Мария Абакумова Краснодарский край Московская область | 59,55 м | Евгения Ананченко Москва Ставропольский край    | 55,89 м |

## Зимний чемпионат России по спортивной ходьбе
Зимний чемпионат России по спортивной ходьбе 2016 года прошёл 27—28 февраля в Сочи. Дистанция была проложена по гоночной трассе «Сочи Автодром». Вернувшиеся после допинговых дисквалификаций Сергей Бакулин и Ольга Каниськина выиграли соответственно дистанции 35 км у мужчин и 20 км у женщин.

### Мужчины
| Дисциплина      | Золото                       | Золото  | Серебро                                       | Серебро | Бронза                             | Бронза  |
| --------------- | ---------------------------- | ------- | --------------------------------------------- | ------- | ---------------------------------- | ------- |
| Ходьба на 20 км | Пётр Трофимов Москва Чувашия | 1:22.06 | Александр Иванов Мордовия Челябинская область | 1:22.25 | Алексей Головин Московская область | 1:22.47 |
| Ходьба на 35 км | Сергей Бакулин Мордовия      | 2:28.29 | Сергей Кирдяпкин Мордовия                     | 2:30.40 | Роман Евстифеев Мордовия           | 2:31.49 |

### Женщины
| Дисциплина      | Золото                    | Золото  | Серебро                      | Серебро | Бронза                          | Бронза  |
| --------------- | ------------------------- | ------- | ---------------------------- | ------- | ------------------------------- | ------- |
| Ходьба на 20 км | Ольга Каниськина Мордовия | 1:25.54 | Екатерина Медведева Мордовия | 1:26.40 | Марина Пандакова Москва Чувашия | 1:27.18 |

## Чемпионат России по горному бегу (вверх)
XVII чемпионат России по горному бегу (вверх) состоялся 2 апреля 2016 года в Железноводске, Ставропольский край. Участники выявляли сильнейших на трассе, проложенной на склоне горы Бештау. Соревнования прошли при тёплой погоде (+24 градуса). На старт вышли 90 участников (56 мужчин и 34 женщины) из 25 регионов России. Андрей Сафронов в шестой раз стал чемпионом России в горном беге.

### Мужчины
| Дисциплина                            | Золото                       | Золото  | Серебро                              | Серебро | Бронза                          | Бронза  |
| ------------------------------------- | ---------------------------- | ------- | ------------------------------------ | ------- | ------------------------------- | ------- |
| 9,65 км перепад высот: +1145 м −189 м | Андрей Сафронов Башкортостан | 1:00.25 | Алексей Пагнуев Свердловская область | 1:01.12 | Арсель Фасхетдинов Башкортостан | 1:01.41 |

### Женщины
| Дисциплина                       | Золото                              | Золото | Серебро                         | Серебро | Бронза                           | Бронза |
| -------------------------------- | ----------------------------------- | ------ | ------------------------------- | ------- | -------------------------------- | ------ |
| 5 км перепад высот: +884 м −98 м | Надежда Лещинская Самарская область | 41.10  | Марина Титова Самарская область | 42.59   | Анастасия Рудная Санкт-Петербург | 43.44  |

## Чемпионат России по кроссу (весна)
Весенний чемпионат России по кроссу 2016 года состоялся 29 апреля на двухкилометровой трассе в городском парке Жуковского, Московская область. На старт вышли 238 бегунов из 48 регионов страны. Впервые в карьере чемпионами страны стали Михаил Стрелков (на дистанции 8 км) и Алексей Гущин (4 км).

### Мужчины
| Дисциплина | Золото                                   | Золото | Серебро                        | Серебро | Бронза                                                   | Бронза |
| ---------- | ---------------------------------------- | ------ | ------------------------------ | ------- | -------------------------------------------------------- | ------ |
| Кросс 4 км | Алексей Гущин Москва                     | 11.28  | Евгений Бушков Приморский край | 11.29   | Иван Панфёров Москва Орловская область                   | 11.35  |
| Кросс 8 км | Михаил Стрелков Москва Орловская область | 23.41  | Сергей Петров Москва Чувашия   | 23.45   | Алексей Викулов Новосибирская область Забайкальский край | 23.46  |

### Женщины
| Дисциплина | Золото                                 | Золото | Серебро                                      | Серебро | Бронза                               | Бронза |
| ---------- | -------------------------------------- | ------ | -------------------------------------------- | ------- | ------------------------------------ | ------ |
| Кросс 2 км | Людмила Лебедева Марий Эл Москва       | 5.58   | Олеся Муратова Московская область            | 6.02    | Оксана Столярова Смоленская область  | 6.06   |
| Кросс 6 км | Наталья Власова Приморский край Москва | 19.38  | Александра Гуляева Москва Ивановская область | 19.44   | Наталья Леонтьева Москва Саха−Якутия | 19.50  |

## Чемпионат России по марафону
Чемпионат России по марафону 2016 года состоялся 1 мая в Волгограде в рамках Волгоградского марафона памяти Бориса Гришаева. Изначально соревнования были запланированы на 15 мая в Казани, но по просьбе тренерского совета их перенесли на более ранний срок. Оба чемпиона показали лучшие результаты в истории чемпионатов России. Фёдор Шутов с самого старта вышел в лидеры среди мужчин и никому не отдал первенство в забеге, финишировав через 2 часа 11 минут 26 секунд. Первую в карьере победу на чемпионатах страны по марафону одержала Татьяна Архипова, благодаря финишному ускорению опередившая Алину Прокопьеву — 2:28.34.

### Мужчины
| Дисциплина | Золото                      | Золото  | Серебро                               | Серебро | Бронза                          | Бронза  |
| ---------- | --------------------------- | ------- | ------------------------------------- | ------- | ------------------------------- | ------- |
| Марафон    | Фёдор Шутов Москва Удмуртия | 2:11.26 | Алексей Соколов (мл.) Санкт-Петербург | 2:13.59 | Михаил Максимов Санкт-Петербург | 2:14.07 |

### Женщины
| Дисциплина | Золото                                      | Золото  | Серебро                                     | Серебро | Бронза                               | Бронза  |
| ---------- | ------------------------------------------- | ------- | ------------------------------------------- | ------- | ------------------------------------ | ------- |
| Марафон    | Татьяна Архипова Московская область Чувашия | 2:28.34 | Алина Прокопьева Московская область Чувашия | 2:28.59 | Наталья Старкова Челябинская область | 2:30.47 |

## Чемпионат России по горному бегу (вверх-вниз)
XVIII чемпионат России по горному бегу (вверх-вниз) состоялся 14 мая 2016 года в посёлке Токсово, Ленинградская область. Соревнования прошли на базе местного Военного института физической культуры. На старт вышел 91 участник (60 мужчин и 31 женщина) из 24 регионов России.

### Мужчины
| Дисциплина                           | Золото                            | Золото  | Серебро                            | Серебро | Бронза                             | Бронза  |
| ------------------------------------ | --------------------------------- | ------- | ---------------------------------- | ------- | ---------------------------------- | ------- |
| 12 км перепад высот: +1138 м −1138 м | Алексей Дорофеев Тульская область | 1:00.43 | Владимир Калинин Самарская область | 1:01.12 | Сергей Сергеев Ульяновская область | 1:01.49 |

### Женщины
| Дисциплина                          | Золото                           | Золото | Серебро                            | Серебро | Бронза                         | Бронза |
| ----------------------------------- | -------------------------------- | ------ | ---------------------------------- | ------- | ------------------------------ | ------ |
| 6,9 км перепад высот: +658 м −658 м | Нигина Попцова Кировская область | 40.59  | Анастасия Козина Самарская область | 42.39   | Анна Хрящева Самарская область | 43.16  |

## Чемпионат России по суточному бегу
Чемпионат России по суточному бегу прошёл 14—15 мая на стадионе «Искра» в Москве в рамках XXV сверхмарафона «Сутки бегом». На старт вышли 72 легкоатлета из 23 регионов России (52 мужчины и 20 женщин). Соревнования прошли при комфортной погоде: до +17 градусов днём и +7-8 градусов ночью. 58-летний Юрий Галкин впервые выиграл национальное первенство и стал самым возрастным чемпионом России в истории среди всех дисциплин лёгкой атлетики. Захватить лидерство ему удалось только на 23-м часу бега, после чего он только наращивал отрыв от серебряного призёра, Ивана Адаменко. По обратному сценарию развивались события в женской части турнира. Татьяна Маслова с самого старта возглавила бег и никому не позволила обойти себя. По итогам 24 часов она установила личный рекорд (225 190 м) и в третий раз в карьере стала чемпионкой страны.

### Мужчины
| Дисциплина   | Золото                         | Золото    | Серебро                            | Серебро   | Бронза                           | Бронза    |
| ------------ | ------------------------------ | --------- | ---------------------------------- | --------- | -------------------------------- | --------- |
| Суточный бег | Юрий Галкин Московская область | 245 245 м | Иван Адаменко Свердловская область | 242 858 м | Алексей Бакулин Тульская область | 241 657 м |

### Женщины
| Дисциплина   | Золото                          | Золото    | Серебро                            | Серебро   | Бронза                        | Бронза    |
| ------------ | ------------------------------- | --------- | ---------------------------------- | --------- | ----------------------------- | --------- |
| Суточный бег | Татьяна Маслова Санкт-Петербург | 225 190 м | Надежда Шиханова Кировская область | 211 758 м | Анна Сидорова Санкт-Петербург | 208 541 м |

## Чемпионат России по спортивной ходьбе
Чемпионат России по спортивной ходьбе 2016 прошёл 25—26 июня в Чебоксарах. Трасса была проложена по набережной залива реки Волги. Победителем в мужском заходе на 20 км стал 17-летний Сергей Широбоков, впервые в карьере выступавший на этой дистанции. Олимпийская чемпионка Елена Лашманова в первом старте после допинговой дисквалификации победила с лучшим результатом сезона в мире и пятым — в истории женской ходьбы (1:24.58).

### Мужчины
| Дисциплина      | Золото                             | Золото  | Серебро                          | Серебро | Бронза                   | Бронза  |
| --------------- | ---------------------------------- | ------- | -------------------------------- | ------- | ------------------------ | ------- |
| Ходьба на 20 км | Сергей Широбоков Мордовия Удмуртия | 1:22.31 | Дементий Чепарёв Мордовия        | 1:22.54 | Николай Марков Мордовия  | 1:23.31 |
| Ходьба на 50 км | Денис Нижегородов Мордовия         | 3:44.47 | Сергей Шарыпов Мордовия Удмуртия | 3:46.51 | Владимир Саксин Мордовия | 4:04.42 |

### Женщины
| Дисциплина      | Золото                   | Золото  | Серебро                      | Серебро | Бронза                                  | Бронза      |
| --------------- | ------------------------ | ------- | ---------------------------- | ------- | --------------------------------------- | ----------- |
| Ходьба на 20 км | Елена Лашманова Мордовия | 1:24.58 | Екатерина Медведева Мордовия | 1:26.45 | Клавдия Афанасьева [c] Мордовия Чувашия | 1:26.47 [c] |

c  21 мая 2019 года стало известно о решении Спортивного арбитражного суда, который дисквалифицировал на 4 года российскую легкоатлетку Марию Пономарёву. Основанием стали отклонения в биологическом паспорте спортсменки, которые указывали на применение допинга. Все результаты Пономарёвой после 8 июля 2015 года были аннулированы, в том числе третье место на чемпионате России по ходьбе — 2016 на дистанции 20 км с результатом 1:26.46.

## Чемпионат России по бегу на 15 км по шоссе
Чемпионы России в беге на 15 км по шоссе определились 7 августа 2016 года в Омске в рамках XXVII Сибирского международного марафона. Российские бегуны выявляли чемпиона страны в этой дисциплине впервые с 2005 года.

### Мужчины
| Дисциплина | Золото                               | Золото | Серебро                  | Серебро | Бронза                        | Бронза |
| ---------- | ------------------------------------ | ------ | ------------------------ | ------- | ----------------------------- | ------ |
| 15 км      | Игорь Максимов Новосибирская область | 45.41  | Михаил Кульков ХМАО−Югра | 46.49   | Иван Коняев Самарская область | 47.48  |

### Женщины
| Дисциплина | Золото                                                    | Золото | Серебро                            | Серебро | Бронза                               | Бронза |
| ---------- | --------------------------------------------------------- | ------ | ---------------------------------- | ------- | ------------------------------------ | ------ |
| 15 км      | Екатерина Соколенко Новосибирская область Томская область | 52.14  | Елизавета Пахомова Томская область | 52.56   | Гульнара Выговская Самарская область | 53.01  |

## Чемпионат России по эстафетному бегу
Чемпионат России в неолимпийских дисциплинах эстафетного бега прошёл в Адлере с 8 по 11 сентября 2016 года на легкоатлетическом стадионе спортивного комплекса «Юность». Сборная Санкт-Петербурга на 2,5 секунды улучшила свой же рекорд России двухлетней давности в эстафете 4×1500 метров — 15.12,51.

### Мужчины
| Дисциплина                   | Золото                                                                                        | Золото   | Серебро                                                                                 | Серебро  | Бронза                                                                                   | Бронза   |
| ---------------------------- | --------------------------------------------------------------------------------------------- | -------- | --------------------------------------------------------------------------------------- | -------- | ---------------------------------------------------------------------------------------- | -------- |
| Эстафета 400+300+200+100 м   | Курская область · Андрей Чернышов · Роман Толмачёв · Кирилл Лямин · Пётр Пахомов              | 1.52,74  | Санкт-Петербург · Владислав Новоторов · Михаил Филатов · Глеб Балуев · Иван Шаров       | 1.52,75  | Иркутская область · Дмитрий Буряк · Артём Копырялов · Игорь Ясенский · Евгений Хмелёв    | 1.53,18  |
| Эстафета 800+400+200+100 м   | Иркутская область · Руслан Нигамятянов · Дмитрий Буряк · Артём Копырялов · Игорь Ясенский     | 3.09,58  | Санкт-Петербург · Александр Сторожев · Михаил Филатов · Глеб Балуев · Максим Колесников | 3.10,83  | Санкт-Петербург · Павел Антонов · Владислав Новоторов · Андрей Руденко · Иван Шаров      | 3.11,66  |
| Эстафета 4×800 м             | Санкт-Петербург · Павел Антонов · Павел Хворостухин · Алексей Харитонов · Тимофей Петров      | 7.23,41  | Татарстан · Евгений Клементьев · Игорь Головин · Ринас Ахмадеев · Олег Сидоров          | 7.25,51  | Курская область · Николай Букреев · Денис Несветаев · Николай Ляликов · Руслан Аникин    | 7.47,42  |
| Эстафета 4×1500 м            | Санкт-Петербург · Александр Сторожев · Тимофей Петров · Павел Хворостухин · Алексей Харитонов | 15.12,51 | Татарстан · Семён Павлов · Ринас Ахмадеев · Игорь Головин · Олег Сидоров                | 15.18,19 | Курская область · Роман Малеев · Руслан Малеев · Николай Ляликов · Александр Ольков      | 16.00,52 |
| Эстафета 4×110 м с барьерами | Санкт-Петербург · Роман Кондратьев · Ярослав Заровнятных · Ламин Фофана · Сергей Солодов      | 59,64    | Кемеровская область · Андрей Хайлов · Евгений Власов · Сергей Свиридов · Андрей Фомичёв | 59,65    | Ростовская область · Александр Евгеньев · Ян Воронцов · Кирилл Киреев · Артём Лукьяненко | 1.00,77  |

### Женщины
| Дисциплина                   | Золото                                                                                            | Золото   | Серебро                                                                                            | Серебро  | Бронза                                                                                          | Бронза   |
| ---------------------------- | ------------------------------------------------------------------------------------------------- | -------- | -------------------------------------------------------------------------------------------------- | -------- | ----------------------------------------------------------------------------------------------- | -------- |
| Эстафета 400+300+200+100 м   | Санкт-Петербург · Любовь Семёнова · Надежда Мосеева · Светлана Титова · Анастасия Григорьева      | 2.09,08  | Иркутская область · Марина Коновалова · Дарья Скоробогатова · Екатерина Корнюшова · Ксения Елизова | 2.09,73  | Карелия · Надежда Котлярова · Екатерина Сазанова · Александра Гужова · Валерия Нуйкина          | 2.09,89  |
| Эстафета 800+400+200+100 м   | Иркутская область · Ольга Ницина · Марина Коновалова · Ксения Елизова · Екатерина Корнюшова       | 3.34,05  | Московская область · Олеся Муратова · Анастасия Беднова · Анна Кукушкина · Елизавета Аникиенко     | 3.35,45  | Санкт-Петербург · Надежда Мосеева · Любовь Семёнова · Ольга Харитонова · Анастасия Григорьева   | 3.35,60  |
| Эстафета 4×800 м             | Санкт-Петербург · Любовь Семёнова · Надежда Мосеева · Ульяна Аввакуменкова · Екатерина Шаповалова | 8.24,88  | Московская область · Александра Павлютенкова · Анна Бойнова · Олеся Муратова · Екатерина Соколова  | 8.28,36  | Башкортостан · Эльмира Самигуллина · Евгения Шляпникова · Анна Мусина · Алёна Шухтуева          | 8.32,97  |
| Эстафета 4×1500 м            | Башкортостан · Юлия Васильева · Альфия Мурясова · Алёна Шухтуева · Галина Бубнова                 | 17.31,42 | Московская область · Анна Бойнова · Александра Павлютенкова · Екатерина Соколова · Олеся Муратова  | 17.31,88 | Санкт-Петербург · Олеся Мошиашвили · Анна Петрова · Екатерина Шаповалова · Ульяна Аввакуменкова | 17.48,13 |
| Эстафета 4×100 м с барьерами | Санкт-Петербург · Мария Аглицкая · Ирина Решёткина · Юлия Кондакова · Екатерина Галицкая          | 55,74    | Краснодарский край · Мария Громышева · Анастасия Клещенок · Юлия Жук · Елена Рябенко               | 57,46    | не вручалась [d]                                                                                |          |

d  В эстафете 4×100 м с барьерами у женщин участвовало только 2 команды.

## Чемпионат России по полумарафону
Чемпионат России по полумарафону состоялся 11 сентября 2016 года в Ярославле в рамках III Ярославского полумарафона. Дистанция представляла собой круг длиной 10,55 км, проложенный по исторической части города. Фёдор Шутов к победе на майском чемпионате России по марафону добавил национальный титул на дистанции вдвое короче.

### Мужчины
| Дисциплина  | Золото                      | Золото  | Серебро                              | Серебро | Бронза                 | Бронза  |
| ----------- | --------------------------- | ------- | ------------------------------------ | ------- | ---------------------- | ------- |
| Полумарафон | Фёдор Шутов Москва Удмуртия | 1:03.27 | Артём Аплачкин Москва Алтайский край | 1:04.08 | Денис Чертыков Хакасия | 1:06.26 |

### Женщины
| Дисциплина  | Золото                               | Золото  | Серебро                          | Серебро | Бронза                                 | Бронза  |
| ----------- | ------------------------------------ | ------- | -------------------------------- | ------- | -------------------------------------- | ------- |
| Полумарафон | Гульнара Выговская Самарская область | 1:14.41 | Людмила Лебедева Москва Марий Эл | 1:15.02 | Наталья Тарасова Новосибирская область | 1:15.08 |

## Чемпионат России по кроссу (осень)
Осенний чемпионат России по кроссу прошёл в Оренбурге 1—2 октября 2016 года. Соревнования были проведены на новой трассе: чемпионат переехал из Зауральной рощи на поляну около парк-отеля «Нежинка». Михаил Стрелков стал двукратным чемпионом страны по кроссу.

### Мужчины
| Дисциплина  | Золото                                   | Золото | Серебро            | Серебро | Бронза                                        | Бронза |
| ----------- | ---------------------------------------- | ------ | ------------------ | ------- | --------------------------------------------- | ------ |
| Кросс 10 км | Михаил Стрелков Москва Орловская область | 32.38  | Олег Ильин Чувашия | 32.47   | Егор Николаев Московская область Башкортостан | 32.49  |

### Женщины
| Дисциплина | Золото                           | Золото | Серебро                                              | Серебро | Бронза                  | Бронза |
| ---------- | -------------------------------- | ------ | ---------------------------------------------------- | ------- | ----------------------- | ------ |
| Кросс 6 км | Людмила Лебедева Москва Марий Эл | 22.00  | Гульшат Фазлитдинова Московская область Башкортостан | 22.08   | Татьяна Ефимова Чувашия | 22.16  |

## Чемпионат России по бегу на 100 км
Чемпионат России по бегу на 100 километров прошёл 16 октября в Брянске в рамках II Фестиваля бега «Брянский лес». Соревнования проходили на круге длиной 1 км, проложенном в Центральном городском парке. На старт вышли 27 легкоатлетов из 15 регионов России (16 мужчин и 11 женщин). Победу среди мужчин с лучшим результатом сезона в мире одержал рекордсмен России Василий Ларкин — 6:29.04. Ближайший преследователь чемпиона отстал более чем на 45 минут.

### Мужчины
| Дисциплина | Золото                            | Золото  | Серебро                               | Серебро | Бронза                              | Бронза  |
| ---------- | --------------------------------- | ------- | ------------------------------------- | ------- | ----------------------------------- | ------- |
| 100 км     | Василий Ларкин Смоленская область | 6:29.04 | Данил Десятниченко Ростовская область | 7:15.32 | Тимур Пономарёв Воронежская область | 7:26.21 |

### Женщины
| Дисциплина | Золото                          | Золото  | Серебро                    | Серебро | Бронза                        | Бронза  |
| ---------- | ------------------------------- | ------- | -------------------------- | ------- | ----------------------------- | ------- |
| 100 км     | Марина Жалыбина Курская область | 7:47.24 | Алсу Асанова Пермский край | 7:50.06 | Наталья Сотникова Саха−Якутия | 7:53.16 |

## Чемпионат России по горному бегу (длинная дистанция)
X чемпионат России по длинному горному бегу состоялся 23 октября 2016 года в Красной Поляне, Краснодарский край. На старт вышли 43 участника (30 мужчин и 13 женщин) из 14 регионов России. Алексей Пагнуев прервал победную серию Юрия Тарасова, который в 2012—2015 годах четыре раза подряд становился чемпионом страны в горном беге на длинной дистанции.

### Мужчины
| Дисциплина                           | Золото                               | Золото  | Серебро                            | Серебро | Бронза                             | Бронза  |
| ------------------------------------ | ------------------------------------ | ------- | ---------------------------------- | ------- | ---------------------------------- | ------- |
| 30 км перепад высот: +1311 м −1311 м | Алексей Пагнуев Свердловская область | 2:01.35 | Юрий Тарасов Новосибирская область | 2:04.58 | Василий Данилов Ивановская область | 2:06.24 |

### Женщины
| Дисциплина                           | Золото                              | Золото  | Серебро                                | Серебро | Бронза                                | Бронза  |
| ------------------------------------ | ----------------------------------- | ------- | -------------------------------------- | ------- | ------------------------------------- | ------- |
| 30 км перепад высот: +1311 м −1311 м | Надежда Лещинская Самарская область | 2:20.15 | Любовь Добровольская Самарская область | 2:22.27 | Ольга Заборская Новосибирская область | 2:33.24 |